# Lac Siljan
Le lac Siljan, situé au centre du Comté de Dalécarlie en Suède, est le septième plus grand lac du pays. 

## Géographie

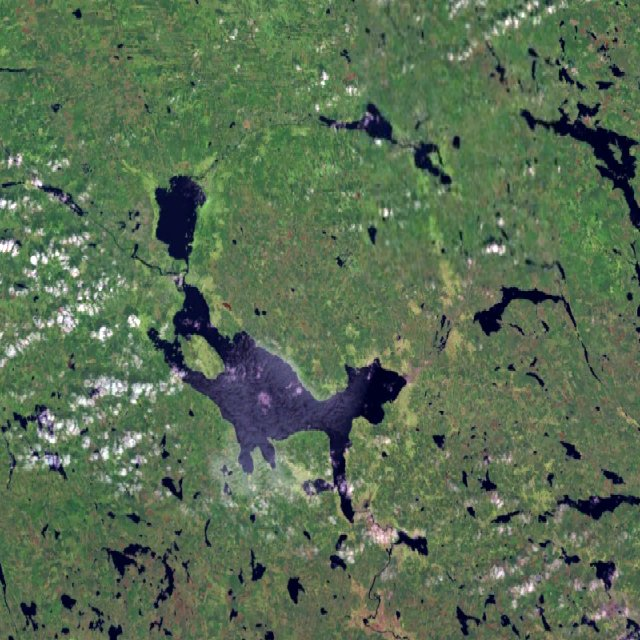
Vue satellite

La zone couverte par le lac de Siljan et les lacs plus petits aux alentours, Orsasjön et Insjön, couvre une superficie de 354 km2. Le lac Siljan atteint une profondeur maximale de 120 m, et son niveau est à une altitude de 161 m. Le lac abrite plusieurs îles, dont la plus grande, Sollerön, longue de 7,5 km et large de 4 km. La ville la plus importante au bord du lac est Mora.
Le lac se situe aux abords de la partie sud-ouest du périmètre du cratère de Siljan (Siljansringen), une structure géologique de 52 km de diamètre qui fut formée par un impact de météorite il y a 377 millions d’années, pendant le Dévonien. Des prospections pétrolières ont été menées dans la région, sans succès.

## Ufologie
Un objet considéré comme un OVNI aurait été vu dans le lac en 1976.